# Humphry Berkeley
Humphry John Berkeley (21 tháng 2 năm 1926 – 14 tháng 11 năm 1994) là một chính khách và tác giả người Anh. Ông đã được ghi nhận cho ba thay đổi của các bên và hỗ trợ sớm cho quyền của người đồng tính.
Ông cũng được nhớ đến với một loạt các lá thư chơi khăm mà ông đã gửi với tư cách là hiệu trưởng hư cấu "H. Rochester Sneath" khi còn là sinh viên, và sau đó được xuất bản thành Cuộc đời và cái chết của Rochester Sneath.

## Tuổi thơ
Ông sinh ngày 21 tháng 2 năm 1926 tại Marlow, Buckinghamshire.
Cha của Berkeley, Reginald, là Nghị sĩ Quốc hội (MP) đảng Tự do cho Trung tâm Nottingham từ năm 1922 đến 1924 và là một nhà viết kịch được chú ý. Humphry Berkeley theo học tại Malvern College, theo sau là Cao đẳng Pembroke, Cambridge, và là Chủ tịch của cả Hiệp hội Cambridge và Hiệp hội bảo thủ Đại học Cambridge năm 1948.